# Acid iopanoic
Iopanoic acid là một chất phóng xạ có chứa iod được sử dụng trong nội soi đường mật. Cả axit iopanoic và natri ipodate đều là những chất ức chế mạnh sự giải phóng hormone tuyến giáp từ tuyến giáp, cũng như chuyển đổi ngoại biên của thyroxine (T 4) thành triiodothyronine (T 3). Các hợp chất này ức chế enzyme 5'deiodinase (5'DID-1 và 5'DID-2), xúc tác chuyển đổi T 4 -T 3 trong tế bào tuyến giáp, gan, thận, cơ xương, tim, não, tuyến yên. Điều này cho thấy sự cải thiện đáng kể về cả triệu chứng chủ quan và khách quan của cường giáp, đặc biệt khi chúng được sử dụng như một liệu pháp bổ trợ với thioamide (propylthiouracil, carbimazole). Chúng có thể được sử dụng trong điều trị bệnh nhân bị nhiễm độc giáp nặng (cơn bão giáp) và bệnh suất đáng kể (ví dụ nhồi máu cơ tim hoặc đột quỵ) để kiểm soát nhanh nồng độ triiodothyronine trong huyết tương. Việc sử dụng axit iopanoic để điều trị bệnh thyrotoxicosis đã bị ngưng ở Hoa Kỳ.
Ngoài việc ức chế enzyme deiodinase, axit iopanoic còn là chất nền của loại 1 deiodinase. Axit Iopanoic trải qua quá trình monodeiod hóa với sự hiện diện của loại 1 deiodinase trong chế phẩm gan chuột microsome.